# Gonioctena flavicornis
Gonioctena flavicornis  (лат.) — вид жуков-листоедов из подсемейства хризомелин.

## Биология
Основным кормовым растением является осина. Кроме неё могут питаться на иве. Предположительно яйцеживородящий вид. Личинки питаются на нижней стороне листа. Окукливание происходит в почве.

## Распространение
Вид встречается в Европе, Сибири, на Дальнем Востоке, Монголии и Японии.